# Stacy Dragilaová
Stacy Dragilaová, rozená Stacy Mikaelsenová (* 25. března 1971 Auburn, Kalifornie) je bývalá americká atletka, olympijská vítězka, dvojnásobná mistryně světa a halová mistryně světa ve skoku o tyči.

## Kariéra
S atletikou začala během svých studií na Idaho State University již v roce 1990, nejprve se věnovala atletickému sedmiboji, teprve později se specializovala na skok o tyči.
První úspěch zaznamenala v roce 1997 na halovém MS v Paříži, kde se ženská tyčka konala poprvé v historii šampionátu. Ve finále překonala jako jediná 440 cm a získala zlato. Stříbro brala Emma Georgeová z Austrálie za 435 cm. O dva roky později na halovém MS v japonském Maebaši skončila na osmé místě. Na Mistrovství světa v atletice 1999 v Seville vybojovala výkonem 460 cm zlatou medaili. Druhá Ukrajinka Anžela Balachonovová překonala 455 cm.
V roce 2000 se stala historicky první olympijskou vítězkou ve skoku o tyči žen, stalo se tak na Letních olympijských hrách v australském Sydney. O rok později skončila na halovém MS 2001 v Lisabonu těsně pod stupni vítězů, na čtvrtém místě. O medaili ji připravil horší technický zápis, když překonala 451 cm napodruhé. O stříbro se podělily Ruska Světlana Feofanová a Američanka Kellie Suttleová, které stejnou výšku překonala napoprvé. V témže roce obhájila na světovém šampionátu v kanadském Edmontonu titul mistryně světa a získala zlatou medaili na Hrách dobré vůle v australském Brisbane.
V roce 2003 na halovém MS v Birminghamu neprošla kvalifikací, když třikrát shodila základní výšku 410 cm. Na Mistrovství světa v atletice 2003 v Paříži se ve finále podělila s Polkou Monikou Pyrekovou o čtvrté místo. O rok později získala výkonem 481 cm stříbrnou medaili na halovém MS v Budapešti. Na letních olympijských hrách 2004 v Athénách skončila v kvalifikaci. Sítem kvalifikace neprošla také na Mistrovství světa v atletice 2005 v Helsinkách a na světovém šampionátu 2009 v Berlíně.
Během své závodní kariéry osmkrát posunula hranici světového rekordu v této atletické disciplíně. V roce 2001 se stala vítězkou ankety Atlet světa. Její osobní maximum ve skoku o tyči činí 483 centimetrů, tohoto výkonu dosáhla na mítinku Zlatá tretra v Ostravě v roce 2004. Atletickou kariéru ukončila v roce 2009.

### Přehled vývoje světového rekordu
- 4,60 m Stacy Dragilaová – 21. října 1999, Sevilla
- 4,60 m Stacy Dragilaová – 14. března 2000, Modesto
- 4,62 m Stacy Dragilaová – 26. března 2000, Phoenix
- 4,63 m Stacy Dragilaová – 23. července 2000, Sacramento
- 4,70 m Stacy Dragilaová – 27. dubna 2001, Pocatello [5]
- 4,71 m Stacy Dragilaová – 9. června 2001, Palo Alto
- 4,81 m Stacy Dragilaová – 9. června 2001, Palo Alto [6]
- 4,82 m Jelena Isinbajevová – 13. června 2003, Gateshead
- 4,83 m Stacy Dragilaová – 8. ledna 2004, Ostrava
- 4,83 m Jelena Isinbajevová – 15. února 2004, Doněck